# Edward Owens
Edward Owens (* 1949; † 2009 oder 2010) war ein US-amerikanischer Filmemacher. Seine auf 8- und 16-mm-Film gedrehten Filme sind dem New American Cinema zuzuordnen. Sie gelten als seltene Darstellung von „queerer Schwarzer Ästhetik“ im Film in ihrer Zeit.

## Leben
Er studierte ab 1961 Malerei und Skulptur an der School of the Art Institute of Chicago, schuf aber bereits zu dieser Zeit 8mm-Filme. Mitte der 1960er Jahre gründete Gregory J. Markopoulos das Filmprogramm der Schule. Beeindruckt von Owens Filmen, ermutigte dieser nach Manhattan zu ziehen, um mit der dortigen Kunstszene in Kontakt zu kommen. Owens begann eine Beziehung mit Charles Boultenhouse und zog zu diesem und dessen Partner Parker Tyler. Vermutlich zeigte Owens seine Filme 1968 auf der Fourth International Film Exhibition in Knokke-le-Zoute in Belgien. Im gleichen Jahr plante Jonas Mekas ein Screening von Owens Filmen, dass jedoch nicht zustande kam.
Owens Karriere endete, als er zwanzig Jahre alt war, nach eigenen Aussagen an seiner bipolaren Störung und seiner Drogenabhängigkeit. 1971 verließ er New York und kehrte nach Chicago zurück, wo er seinen College-Abschluss machte, schuf jedoch nie wieder einen Film. Den Rest seines Lebens lebte er in der South Side in Chicago. Obwohl sein Film Remembrance: A Portrait Study  in Parker Tylers 1969 veröffentlichtem Underground Film: A Critical History genannt ist, wurden seine Filme in der Folgezeit vergessen und erst ab Mitte der 2000er Jahre wiederentdeckt.

## Filmografie
- 1966: Autre fois j’ai aimé une femme (Kurzfilm)[3]
- 1966 oder 1968–70: Private Imaginings and Narrative Facts (Kurzfilm)[3][2]
- 1967: Remembrance: A Portrait Study (Kurzfilm)[3]
- 1967: Tomorrow’s Promise[3]